# Fontaine de Bréhardec
La fontaine de Bréhardec est située près de la chapelle Notre-Dame d'O, au village de Bréhardec, à Questembert, dans le Morbihan.

## Historique
La fontaine de Bréhardec fait l’objet d’une inscription au titre des monuments historiques depuis le 25 septembre 1928.

## Architecture
La fontaine est construite en pierre et en granit. Elle est surmontée d'une petite coupole tenue par quatre colonnes. La statue de la Vierge  dans la niche du fond a disparu.

## Culte
La fontaine est réputée intarissable. Chaque année, à l'occasion du pardon, la croix de la chapelle est emmenée en procession jusqu'à la fontaine et son pied est trempé dans l'eau. L'eau de la fontaine de Bréhardec était autrefois répandue dans les champs pour favoriser les cultures ou versée dans les puits à sec pour faire revenir l'eau. 